# Isabela (Galápagos)
Isabela (batejada en honor de la reina Isabel I de Castella, també anomenada Albermale), és la major illa de l'arxipèlag de les Galápagos, amb una superfície de 4.588 km². El punt més alt és el volcà Wolf que assoleix 1.707 metres d'altitud.
La forma allargada de l'illa es deu a la fusió de sis grans volcans en una sola massa. En aquesta illa es poden observar pingüins, cormorans no voladors, iguanes marines, mascarells, pelicans, així com crancs vermells (zayapas).
A les vessants i calderes dels sis volcans d'Isabela, es poden observar iguanes terrestres i tortugues gegants, així com pinsans, falcons de les Galápagos, coloms de Galápagos i una interessant vegetació. El tercer major assentament humà de l'arxipèlag, Puerto Villamil, està ubicat en l'extrem sud de l'illa.